# XXX – Praha PVA Expo
Arakain, Lucie Bílá, Petr Kolář – XXX – Praha PVA Expo je DVD skupiny Arakain natočené při pražském výročním koncertu ke 30 letům kapely 26. 10. 2012 na výstavišti PVA Expo v Letňanech. Hlavními hosty koncertu byli Petr Kolář a Lucie Bílá. DVD obsahuje všech 30 skladeb, které na koncertu zazněly, včetně bonusového materiálu – dokument s muzikanty a přáteli kapely.

## Seznam skladeb
| Pořadí | Název                 | Délka |
| ------ | --------------------- | ----- |
| 1.     | Nesmíš to vzdát       |       |
| 2.     | Strážci času          |       |
| 3.     | Šeherezád             |       |
| 4.     | Gilotina              |       |
| 5.     | Kamennej anděl        |       |
| 6.     | Kolonie termitů       |       |
| 7.     | Zase spíš v noci sama |       |
| 8.     | Adrian                |       |
| 9.     | Kyborg                |       |
| 10.    | Do zdi                |       |
| 11.    | Magor                 |       |
| 12.    | Ďábelská hra          |       |
| 13.    | Paganini              |       |
| 14.    | Strom života          |       |
| 15.    | Prázdnej kout         |       |
| 16.    | Muzeum zla            |       |
| 17.    | Černý koně            |       |
| 18.    | Ptáci z ráje          |       |
| 19.    | Marat                 |       |
| 20.    | Forsage               |       |
| 21.    | Cornoutto             |       |
| 22.    | Satanica              |       |
| 23.    | Ztráty a nálezy       |       |
| 24.    | V ruce svírám kříž    |       |
| 25.    | Dotyky                |       |
| 26.    | Zimní královna        |       |
| 27.    | Tygřice               |       |
| 28.    | Pán bouře             |       |
| 29.    | Proč                  |       |
| 30.    | Apage Satanas         |       |